# Hans Driessen (voetballer)
Hans Driessen (Amsterdam, 22 januari 1947) is een voormalig profvoetballer die veelal in de verdediging speelde.
Driessen speelde in de jeugd bij Ajax, maar brak hier nooit door. Via de eerste divisie (HFC Haarlem en RCH) belandde hij in 1970 bij Telstar in de eredivisie. Driessen maakte de hoogtijdagen van Telstar mee. Hij speelde met de club onafgebroken in de eredivisie waarin hij tot 251 wedstrijden kwam voor de Velsenaren. In zijn laatste seizoen (1977-1978) degradeerde Telstar en zette Driessen een punt achter zijn voetbalcarrière.
Tijdens en na zijn voetballoopbaan had Driessen een hotel/nachtclub in Amsterdam en werkte hij op de markt.